# Liste des aéroports au Japon

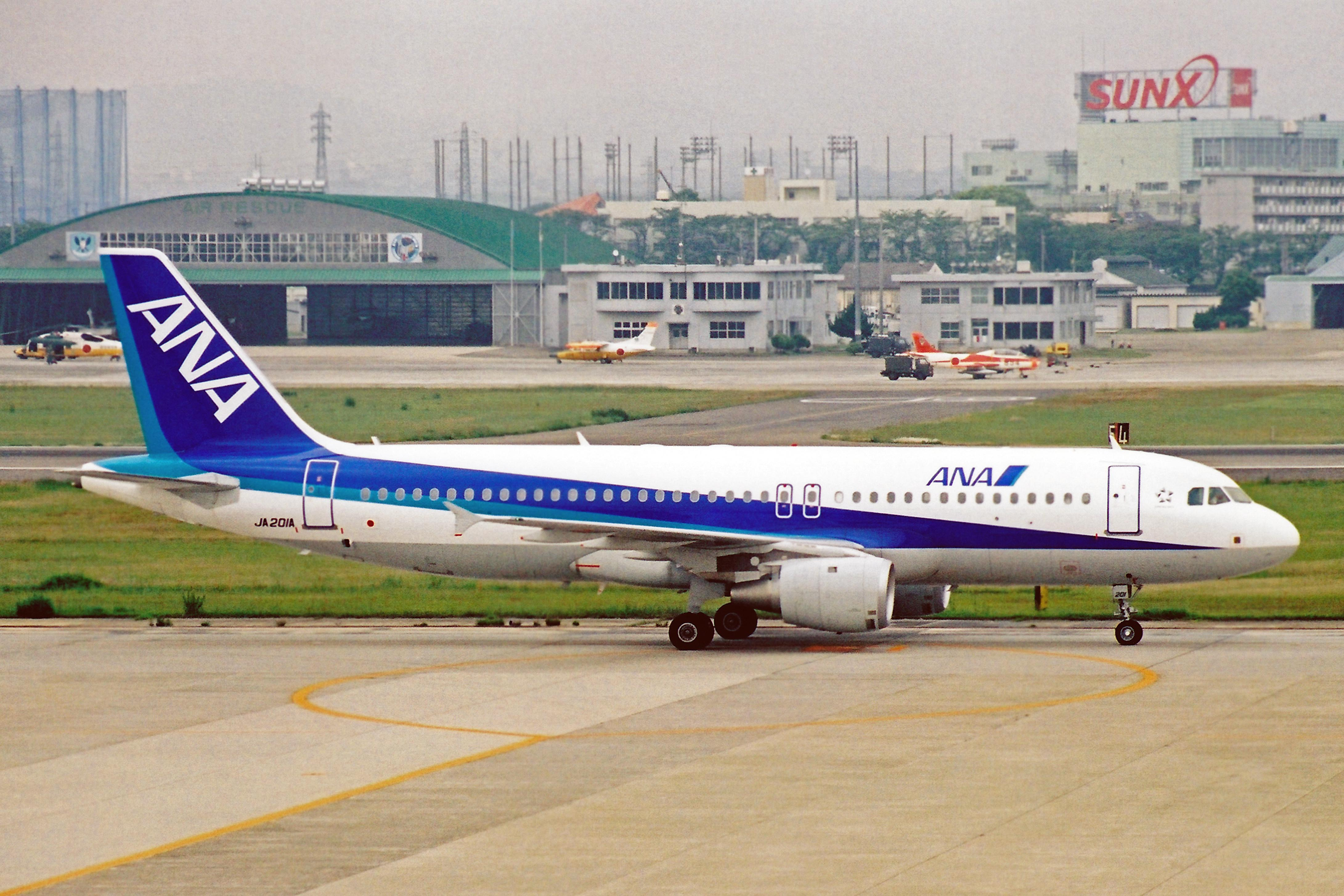
Airbus A-320 à l'aéroport de Nagoya

Cet article donne une liste d'aéroports au Japon.
En 2012, le Japon disposait de 98 aéroports, dont 28 étaient gérés par le gouvernement central, et 67 administrés localement.

## Carte
| Akita Amami Aomori Asahikawa Chūbu Fukuoka Fukushima Hakodate Hanamaki Hiroshima Ibaraki Ishigaki Izumo Kagoshima Kansai Kitakyushu Kobe Kōchi Komatsu Kumamoto Kumejima Kushiro Iwakuni Matsuyama Memanbetsu Miho-Yonago Misawa Miyako Miyazaki Nagasaki Nagoya Naha Tokyo · Narita Niigata Ōita Okayama Osaka Saga Sendai Shin-Chitose Shizuoka Shonai Takamatsu Tokachi-Obihiro Tokushima Tokyo · Haneda Tottori Toyama Tsushima Yamaguchi Ube |

## Aéroports internationaux

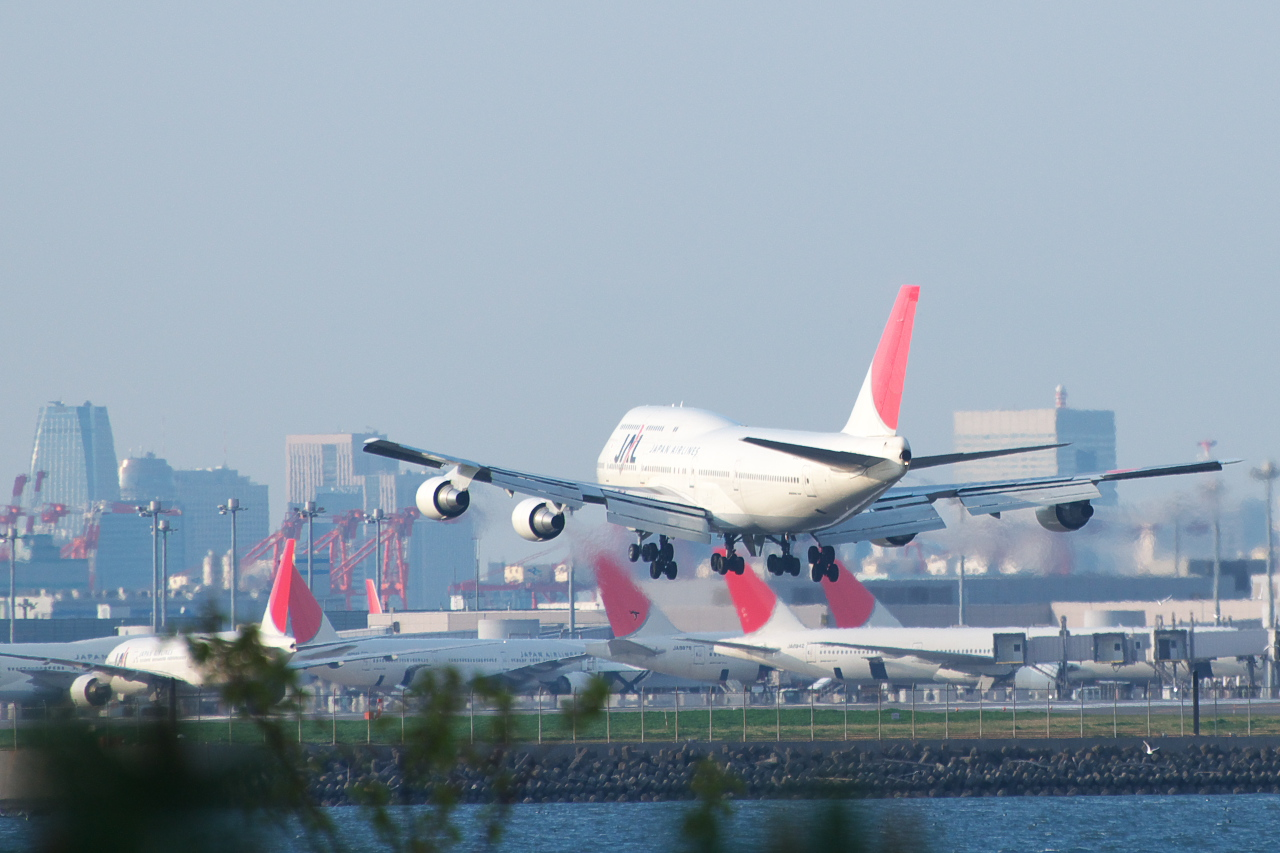
Atterrissage d'un Boeing 747 de Japan Air Lines à Tokyo-Haneda

- Aéroport international du Chūbu 34° 51′ 30″ N, 136° 48′ 19″ E
- Aéroport international de Narita 35° 45′ 52″ N, 140° 23′ 30″ E
- Aéroport international de Tokyo-Haneda 35° 33′ 09″ N, 139° 46′ 47″ E
- Aéroport international du Kansai 34° 26′ 08″ N, 135° 14′ 40″ E
- Aéroport international d'Osaka 34° 47′ 10″ N, 135° 26′ 18″ E
- Aéroport international de Nagasaki 32° 55′ 01″ N, 129° 54′ 49″ E

## Autres aéroports
- Aéroport d'Aomori
- Aéroport de Fukuoka
- Aéroport de Fukushima
- Aéroport de Hiroshima
- Aéroport de Kobe
- Aéroport de Niigata
- Aéroport de Nagoya
- Aéroport de Shizuoka
- Aéroport de Yao
- Aéroport de Chōfu